# Экув (кантон)
Экув (фр. Écouves) (до 5 марта 2020 года назывался Радон, фр. Radon) — кантон во Франции, находится в регионе Нормандия, департамент Орн. Входит в состав округа Алансон.

## История
Кантон образован в результате реформы 2015 года. В его состав были включены отдельные коммуны упраздненных кантонов Алансон-3, Базош-сюр-Оэн, Куртоме, Ле-Мель-сюр-Сарт и Перваншер.
С 1 января 2016 года состав кантона изменился: коммуны Вин-Анап, Радон и Форж образовали новую коммуну Экув, ставшую административным центром кантона.
5 марта 2020 года указом № 2020-212 кантон переименован в Экув. .

## Состав кантона с 1 января 2016 года
В состав кантона входят коммуны (население по данным Национального института статистики за 2018 г.):
- Барвиль (187 чел.)
- Брюльмай (94 чел.)
- Бюр (163 чел.)
- Бюре (109 чел.)
- Бюрсар (210 чел.)
- Виде (97 чел.)
- Гапре (138 чел.)
- Кулонж-сюр-Сарт (529 чел.)
- Куртоме (700 чел.)
- Лалё (358 чел.)
- Ларре (444 чел.)
- Ле-Вант-де-Бурс (148 чел.)
- Ле-Мель-сюр-Сарт (679 чел.)
- Ле-Мениль-Бру (168 чел.)
- Ле-Мениль-Гийон (77 чел.)
- Ле-Планти (142 чел.)
- Ле-Шаланж (93 чел.)
- Маршмезон (153 чел.)
- Мениль-Эррё (213 чел.)
- Моншеврель (228 чел.)
- Нёйи-ле-Биссон (301 чел.)
- Оне-ле-Буа (140 чел.)
- Отрив (466 чел.)
- Сен-Жермен-ле-Вьё (59 чел.)
- Сен-Жюльен-сюр-Сарт (677 чел.)
- Сен-Кантен-де-Блаву (72 чел.)
- Сен-Леже-сюр-Сарт (327 чел.)
- Сен-Леонар-де-Парк (77 чел.)
- Сент-Аньян-сюр-Сарт (97 чел.)
- Сент-Обен-д'Аппене (404 чел.)
- Сент-Сколасс-сюр-Сарт (611 чел.)
- Семалле (344 чел.)
- Тельер-ле-Плесси (73 чел.)
- Тремон (120 чел.)
- Феррьер-ла-Веррери (143 чел.)
- Экув (1 695 чел.)
- Эссе (536 чел.)

## Политика
На президентских выборах 2022 г. жители кантона отдали в 1-м туре Марин Ле Пен 30,7 % голосов против 29,4 % у Эмманюэля Макрона и 13,2 % у Жана-Люка Меланшона; во 2-м туре в кантоне победил Макрон, получивший 51,9 % голосов. (2017 год. 1 тур: Франсуа Фийон – 28,3 %, Марин Ле Пен – 27,0 %, Эмманюэль Макрон – 18,8 %, Жан-Люк Меланшон – 12,6 %; 2 тур: Макрон – 57,9 %. 2012 год. 1 тур: Николя Саркози — 32,5 %, Марин Ле Пен — 22,2 %, Франсуа Олланд — 19,4 %; 2 тур: Саркози — 60,1 %).
С 2015 года кантон в Совете департамента Орн представляют бывший мэр коммуны Сен-Леже-де-Сарт, президент Совета Кристоф де Балор (Christophe de Balorre) (Республиканцы) и мэр коммуны Феррьер-ла-Веррери Беатрис Метайе (Béatrice Métayer) (Разные правые).
|                | Кандидаты                       | Партия      | Первый тур | Первый тур |
| Кол-во голосов | Кандидаты                       | Партия      | % голосов  |            |
| -------------- | ------------------------------- | ----------- | ---------- | ---------- |
|                | Кристоф де Балор Беатрис Метайе | Правый блок | 2 746      | 100,00     |

|                | Кандидаты                        | Партия                  | Первый тур | Первый тур |
| Кол-во голосов | Кандидаты                        | Партия                  | % голосов  |            |
| -------------- | -------------------------------- | ----------------------- | ---------- | ---------- |
|                | Кристоф де Балор Беатрис Метайе  | Разные правые           | 2 411      | 51,42      |
|                | Франсин Лаванри Лионель Стьефель | Национальный фронт      | 1 359      | 28,98      |
|                | Кристиан Бенар Сандрин Шарль     | Социалистическая партия | 651        | 13,88      |
|                | Мишель Кабьош Кристиан Руслен    | Левый фронт             | 268        | 5,72       |